# امنیت را باز کنید
به طور کلی امنیت باز از فلسفه ها و روش های منبع باز برای مقابله با چالش های امنیتی در حوزه کامپیوتر و سایر مسائل امنیت اطلاعات است. در مقابل امنیت برنامه های سنتی بر این فرض استوار است که هر برنامه یا سرویس بر امنیت از طریق پنهان کاری تکیه دارد.
فناوری هایی مانند لینوکس (و تا حدی سیستم عامل اندروید) از امنیت باز استفاده می کنند. علاوه بر این، رویکردهای منبع باز اعمال شده در اسناد ، ویکی ها و بزرگترین نمونه آنها، ویکی پدیا را الهام گرفته است. امنیت باز نشان می دهد که وقتی کاربرانی که با این مشکلات روبرو هستند می توانند با استفاده از منبع باز، از آسیب پذیری جلوگیری کنند.
این رویکرد نیاز دارد که کاربران به طور قانونی مجاز به همکاری باشند، بنابراین نرم‌افزارهای مرتبط باید تحت یک مجوزی که به عنوان منبع باز شناخته شده است منتشر شوند؛ به عنوان مثال می توان به مجوز موسسه فناوری ماساچوست (MIT) مجوز Apache 2.0 اشاره کرد. اسناد مرتبط باید تحت یک مجوز محتوای باز که شامل مجوز Creative Commons Attribution و Attribution Share Alike است منتشر شوند.
در سمت توسعه‌دهنده، نرم‌افزارها و ارائه‌دهندگان خدمات معتبر می‌توانند تأیید و آزمون مستقل از کد منبع خود را داشته باشند. در سمت فناوری اطلاعات ، شرکت‌ها می‌توانند تهدیدهای مشترک، الگوها و راه‌حل‌های امنیتی را برای مجموعه ای از مسائل امنیتی تجمیع کنند.
همچنین ببینید
- اصل کرکهفس
- OASIS (سازمان) (سازمان پیشرفت استانداردهای اطلاعات ساختاریافته)
- OWASP (پروژه امنیتی برنامه وب باز)
- دولت باز
- فناوری امنیت باز Homeland
- متن باز
- نرم افزار متن باز
- سخت افزار منبع باز

منابع
1. Wheeler, David A (2013-08-21). "What is open security?" (PDF). Institute for Defense Analyses. Defence Technical Information Center. Archived from the original on May 6, 2021. Retrieved 2018-01-08.
2. Raymond, Eric S (2004-05-17). "If Cisco ignored Kerckhoffs's Law, users will pay the price". LWN.net. Retrieved 2011-06-21.
3. "Open Security Foundation". Open Security Foundation. Archived from the original on 2011-07-19. Retrieved 2011-06-21.
4. "Open Web Application Security Project". Archived from the original on 2014-05-27. Retrieved 2011-06-21.
5. "Why have OSA?". OSA. Retrieved 2011-06-21.

1. ↑  Wheeler, David A (2013-08-21). "What is open security?". Institute for Defense Analyses. Defence Technical Information Center. Archived from the original (PDF) on May 6, 2021. Retrieved 2018-01-08.
2. ↑  Raymond, Eric S (2004-05-17). "If Cisco ignored Kerckhoffs's Law, users will pay the price". LWN.net. Retrieved 2011-06-21.
3. 1 2  Wheeler, David A (2013-08-21). "What is open security?". Institute for Defense Analyses. Defence Technical Information Center. Archived from the original (PDF) on May 6, 2021. Retrieved 2018-01-08.
4. ↑  "Open Security Foundation". Open Security Foundation. Archived from the original on 2011-07-19. Retrieved 2011-06-21.
5. ↑  "Open Web Application Security Project". Archived from the original on 2014-05-27. Retrieved 2011-06-21.
6. ↑  "Why have OSA?". OSA. Archived from the original on 23 June 2011. Retrieved 2011-06-21.